# 勒梅尼勒帕特里战役
勒梅尼勒帕特里戰役是1944年6月諾曼第戰役期間加拿大地面部隊最後一次主要軍事行動。加拿大女王步槍隊，在加拿大第6裝甲團(第1騎兵隊)的支援下試圖攻取在諾曼第的勒梅尼勒帕特里鎮，作為向南面高地推進的一個部分，這是奪取戰略重鎮卡昂行動的一個部分。戰役結果為德軍獲勝。
在6月11日週日下午，第1騎兵隊'B'中隊與加拿大女王步槍隊在對卡昂西北的勒梅尼勒帕特里村的未遂襲擊中遭受重大損失。這次進攻在6月12日凌晨實施，但在6月11日收到的資料說，進攻已經展開，因此加拿大部隊在下午1時出發。武裝親衛隊第12装甲师的裝甲擲彈兵、先鋒
和坦克能夠伏擊'B'中隊的坦克，部分原因是由於德軍在6月9日從加拿大被摧毀的坦克獲得無線電代碼，從而截獲無線電台有關騎兵隊進攻的情報。在使用反坦克榴彈發射器、反坦克火箭步槍和反坦克炮下，德軍能夠摧毀51輛雪曼坦克，並造成第1騎兵隊61人死亡或失踪、2人受傷和11人被俘。加拿大女王步槍隊自己有55人陣亡、33人受傷和11人在攻擊中被俘。勒梅尼勒帕特里在埃普瑟姆行動中於6月25日被解放。